# Ázád Hind
Ázád Hind, přesněji Árezí Hukúmat-e Ázád Hind (hindsky आर्ज़ी हुक़ूमत-ए-आज़ाद हिन्द), čili Prozatímní vláda Svobodné Indie byla exilová vláda indických nacionalistů spolupracujících se zeměmi Osy za druhé světové války.
Byla založena v roce 1943 v Singapuru hlavou Indické ligy za nezávislost Subhášem Čandrou Bósem. Vláda si po celou svou existenci dělala nároky na to, aby se stala hlavním hlasem nezávislé Indie. K tomu jí mělo dopomoci Japonsko. Tiskla vlastní peníze a poštovní známky a starala se o vytvoření tzv. Indické národní armády, tedy vojenských jednotek složených z indických válečných zajatců a členů komunit Indů v Japonci ovládané Asii. Přešly pod ni také Indické dobrovolnické jednotky, taktéž složené z válečných zajatců v Německu a fašistické Itálii.

## Vojenské aktivity INA a indických jednotek v Německu a Itálii

### Indický legion

Vlajka Indického legionu

Indický legion byl založen Bósem v srpnu 1942 v Německu pod hlavičkou wehrmachtu z válečných zajatců, posbíraných většinou v Severní Africe. Kromě menších sabotáží v Íránu a v Indii, obrany Atlantického valu a bojů proti partyzánům v Severní Itálii se neúčastnil žádných větších akcí. Malý kontingent kolem Bóse se připojil k INA v Jihovýchodní Asii. V roce 1945, po neúspěšných plánech dostat se do Švýcarska, byla většina členů zajata Spojenci a repatriována do Indie.

### Battaglione Azad Hindoustan
Jedná se o jednotku založenou v Itálii v červenci 1942. Její členové byli většinou cvičeni jako parašutisté. Jejich hlavou byl Mohammed Ikbál Šedaj.

### Indická národní armáda (INA)

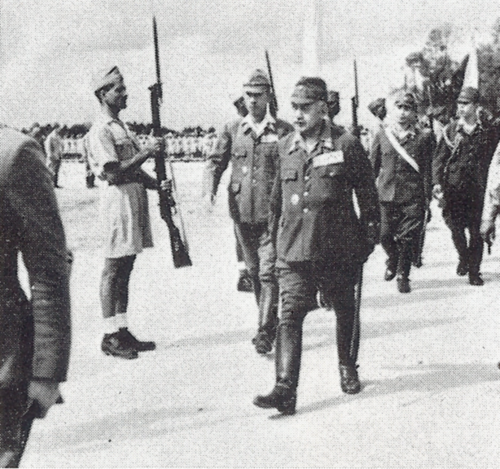
Generál Kendži Doihara v Singapuru, 1945. Čestná stráž patřila k INA

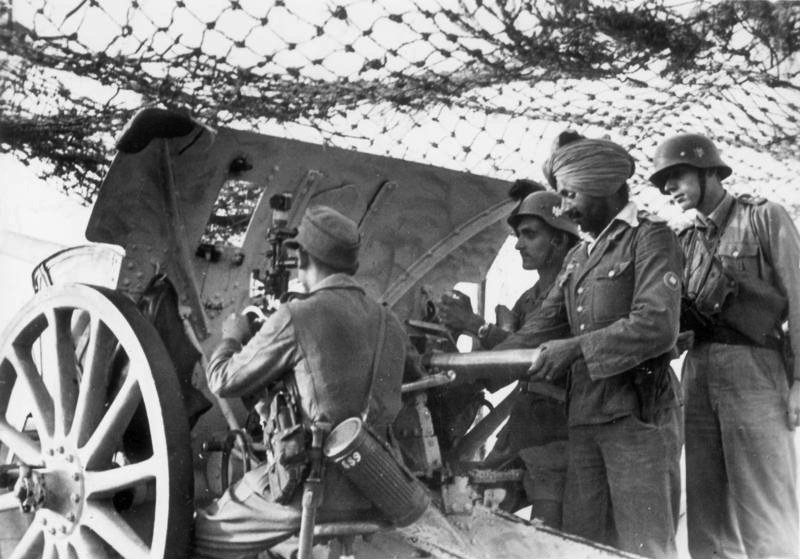
Vojáci legionu „Freies Indien“

Ve východní Asii byla již v roce 1942 ustanovena tzv. Indická národní armáda (INA, Ázád Hind Faudž) vyzbrojená japonskými zbraněmi a obrněnými automobily a s leteckou jednotkou. V roce 1945 měla INA kolem 40 000 bojovníků. V jejích řadách hojně bojovaly i ženy. INA prováděla hlavně partyzánské akce v součinnosti s Japonci v Barmě. Jmenovitě se INA účastnila např. bitvy o Imphál nebo bitvy o Kohimu.

## Civilní aktivity
Roku 1943 byly nové vládě svěřeny Japonskem do správy Andamany a Nikobary (spíše symbolicky) a území dobyté Japonci v Indii. Ázád Hind je přejmenoval na Šahíd a Swarádž. Jako svrchovanou vládu Indie Ázád Hind uznalo nejdříve Japonsko a jeho vazalové Mandžukuo, Menjiang, Wang Ťing-Wejova vláda v Nankingu, Filipíny a Nezávislý stát Barma. Přidalo se také Německo, Thajsko, Itálie a Nezávislý stát Chorvatsko. Naopak Vichistická Francie nikdy Ázád Hind neuznala. Irský prezident Eamon de Valera poslal Bósovi gratulaci.

## Konec exilové vlády

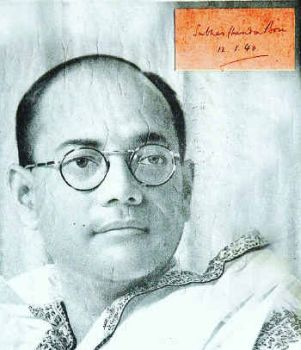
Subháš Čandra Bós

Po porážce Japonců v Barmě v roce 1945 byla vláda přestěhována nejdříve do Rangúnu, Singapuru a později zanikla úplně. Subháš Čandra Bós zemřel při letecké havárii poblíž Formosy (ostrova Tchaj-wan) dne 18. srpna 1945. Jedna z konspiračních teorií (obzvláště oblíbená mezi Indy [zdroj⁠?!]) tvrdí, že Bós tam nezemřel, nýbrž uprchl do SSSR.

## Kontroverze
Kontroverze okolo celého tohoto aspektu indických moderních dějin spočívá v tom, že někteří lidé[kdo?], obzvláště západní historici[kdo?], tvrdí, že Bós, a tudíž i celý Ázád Hind přímo kolaboroval jak s Němci, tak s Japonci.
Mnozí Indové, například také současný premiér Indie Naréndra Módí a jeho Indická lidová strana naopak Bóse považují za národního hrdinu, hned vedle Mahátmy Gándhího, který s Němci i Japonci sympatizoval spíše podle zásady „Nepřítel mého nepřítele je můj přítel“. Faktem zůstává, že vláda Ázád Hind spolupracovala s Japonci i Němci. Faktem je, že Subhaš Čandra Bós má v Indii daleko více památníků než Mahátma Gándhí[zdroj⁠?!]. Bósova dcera Anita Bose Pfaff, kterou měl se svou rakouskou manželkou Emilií Schenkl, je německá ekonomka a sociálnědemokratická politička, členka SPD.